# Pseudodrassus quadridentatus
Pseudodrassus quadridentatus är en spindelart som först beskrevs av Lodovico di Caporiacco 1928.  Pseudodrassus quadridentatus ingår i släktet Pseudodrassus och familjen plattbuksspindlar.
Artens utbredningsområde är Libya. Inga underarter finns listade i Catalogue of Life.